# SIAM Journal on Discrete Mathematics
Журнал SIAM з дискретної математики (англ. - SIAM Journal on Discrete Mathematics) - це рецензований журнал з математики, який щоквартально видає Товариство промислової та прикладної математики (SIAM). Журнал включає статті з чистої та прикладної дискретної математики. Він був створений в 1988 році разом із Журналом SIAM про матричний аналіз та застосування (SIAM Journal on Matrix Analysis and Applications). Журнал індексується Mathematical Reviews та Zentralblatt MATH . Його MCQ у 2009 р. Становив 0,57. Згідно з журналом Citation Reports, у 2016 році журнал має коефіцієнт впливовості 0,755. 
Хоча за офіційною абревіаторою ISO журналу є SIAM J. Discrete Math., його видавець та автори часто використовують коротшу абревіатуру SIDMA .

## зовнішні посилання
- Офіційний сайт